# Watermelon Sugar
Singles de Harry Styles
Falling
(2020) Golden
(2020)
Clip vidéo
[vidéo] « Watermelon Sugar », sur YouTube
Watermelon Sugar est une chanson du chanteur anglais Harry Styles parue sur son deuxième album studio Fine Line. La chanson est d'abord sortie le 16 novembre 2019 sous les labels Erskine et Columbia Records en tant que single promotionnel.

## Contexte
Le chanteur s'est inspiré du livre In Watermelon Sugar, offert par son ex petite-amie, pour écrire la chanson.

## Performanceslive
Styles chante le titre pour la première fois lors de l'émission Saturday Night Live le 16 novembre 2019 et donne une autre prestation dans l'émission Later... with Jools Holland le 21 novembre 2019,.

## Crédits et personnel
Crédits adaptés des notes d'accompagnement de Fine Line.

### Enregistrement
- Enregistré aux Real World Studios (Bath), RAK Studios (Londres, Royaume-Uni), The Cave Studio (Nashville, Tennessee), Henson Recording (Hollywood, Californie) et Harpoon House (Los Angeles, Californie)
- Mixage aux EastWest Studios (Los Angeles, Californie)
- Mastérisation au Sterling Sound (Edgewater, New Jersey)

### Personnel
- Harry Styles – auteur, chant, chœurs
- Tyler Johnson – auteur, production, chœurs, claviers
- Kid Harpoon – auteur, production, chœurs, guitare acoustique, guitare électrique, piano
- Mitch Rowland – auteur, batterie, guitare électrique, guitare slide
- Sarah Jones – chœurs
- Pino Palladino – guitare basse
- Ivan Jackson – cor
- Dave Chegwidden – percussions
- Mark Rankin – ingénieur du son
- Nick Lobel – ingénieur
- Sammy Witte – ingénieur
- Dan Ewins – ingénieur assistant
- Matt Tuggle – ingénieur assistant
- Michael Freeman – ingénieur assistant
- Oli Jacobs – ingénieur assistant
- Oliver Middleton – ingénieur assistant
- Spike Stent – mixage audio
- Michael Freeman – assistant mixage
- Randy Merrill – mastérisation

## Classements et certifications

### Classements hebdomadaires
| Classement (2019-20)                    | Meilleure position |
| --------------------------------------- | ------------------ |
| Allemagne (GfK Entertainment)           | 15                 |
| Argentine (Hot 100)                     | 26                 |
| Australie (ARIA)                        | 5                  |
| Autriche (Ö3 Austria Top 40)            | 7                  |
| Belgique (Flandre Ultratop 50 Singles)  | 2                  |
| Belgique (Flandre Ultratop 50 Airplay)  | 1                  |
| Belgique (Wallonie Ultratop 50 Singles) | 2                  |
| Belgique (Wallonie Ultratop 50 Airplay) | 2                  |
| Bolivie (Monitor Latino)                | 7                  |
| Brésil (Top 100 Brasil)                 | 31                 |
| Brésil (Top 10 Internacional Pop)       | 1                  |
| Canada (Hot 100)                        | 3                  |
| Canada (Adult Contemporary)             | 6                  |
| Canada (CHR/Top 40)                     | 2                  |
| Canada (Hot AC)                         | 1                  |
| Colombie (National-Report)              | 32                 |
| Corée du Sud (Gaon)                     | 104                |
| Croatie (HRT)                           | 3                  |
| Danemark (Tracklisten)                  | 10                 |
| Écosse (OCC)                            | 5                  |
| Espagne (Promusicae)                    | 58                 |
| Estonie (Eesti Ekspress)                | 8                  |
| États-Unis (Hot 100)                    | 1                  |
| États-Unis (Adult Contemporary)         | 16                 |
| États-Unis (Adult Pop Songs)            | 4                  |
| États-Unis (Pop Airplay)                | 1                  |
| États-Unis (Dance/Mix Show Airplay)     | 4                  |
| États-Unis (Rolling Stone Top 100)      | 7                  |
| Finlande (Suomen virallinen lista)      | 17                 |
| France (SNEP)                           | 29                 |
| Grèce (IFPI)                            | 7                  |
| Hongrie (Rádiós Top 40)                 | 10                 |
| Hongrie (Single Top 40)                 | 3                  |
| Hongrie (Stream Top 40)                 | 6                  |
| Irlande (Irish Singles Chart)           | 2                  |
| Islande (Tónlistinn)                    | 7                  |
| Israël (Media Forest)                   | 1                  |
| Italie (FIMI)                           | 23                 |
| Lettonie (LAIPA)                        | 16                 |
| Lituanie (AGATA)                        | 1                  |
| Malaisie (RIM)                          | 9                  |
| Mexique (Mexico Airplay)                | 2                  |
| Mexique (Mexico Inglés Airplay)         | 3                  |
| Norvège (VG-lista)                      | 5                  |
| Nouvelle-Zélande (RMNZ)                 | 4                  |
| Pays-Bas (Nederlandse Top 40)           | 2                  |
| Pays-Bas (Single Top 100)               | 4                  |
| Pays-Bas (Airplay Top 50)               | 1                  |
| Pologne (ZPAV)                          | 11                 |
| Portugal (AFP)                          | 1                  |
| Roumanie (Airplay 100)                  | 90                 |
| Royaume-Uni (UK Singles Chart)          | 4                  |
| Serbie (Radiomonitor)                   | 1                  |
| Singapour (RIAS)                        | 12                 |
| Slovaquie (IFPI Rádio)                  | 26                 |
| Slovaquie (IFPI Singles Digitál)        | 7                  |
| Slovénie (SloTop50)                     | 4                  |
| Suède (Sverigetopplistan)               | 9                  |
| Suisse (Schweizer Hitparade)            | 3                  |
| Suisse (Charts Romandie)                | 12                 |
| Tchéquie (IFPI Rádio)                   | 9                  |
| Tchéquie (IFPI Singles Digitál)         | 4                  |

### Certifications
| Pays             | Certification | Unités    | Références |
| ---------------- | ------------- | --------- | ---------- |
| Allemagne        | Platine       | 400 000   | [ 67 ]     |
| Australie        | 7 × Platine   | 490 000   | [ 68 ]     |
| Belgique         | Platine       | 40 000    | [ 69 ]     |
| Brésil           | 3 × Diamant   | 480 000   | [ 70 ]     |
| Canada           | 6 × Platine   | 480 000   | [ 71 ]     |
| Danemark         | Platine       | 90 000    | [ 72 ]     |
| Espagne          | 2 × Platine   | 20 000    | [ 73 ]     |
| États-Unis       | 5 × Platine   | 4 000 000 | .          |
| France           | 2 × Platine   | 200 000   | [ 75 ]     |
| Grèce            | 2 × Platine   | 400 000   | [ 76 ]     |
| Italie           | Platine       | 70 000    | [ 77 ]     |
| Mexique          | Diamant       | 300 000   | [ 78 ]     |
| Norvège          | 2 × Platine   | 120 000   | [ 79 ]     |
| Nouvelle-Zélande | 3 × Platine   | 30 000    | [ 80 ]     |
| Pologne          | 4 × Platine   | 80 000    | .          |
| Portugal         | 4 × Platine   | 40 000    | .          |
| Royaume-Uni      | 2 × Platine   | 1 200 000 | [ 83 ]     |
| Suisse           | 2 × Platine   | 40 000    | [ 84 ]     |

## Historique de sortie
| Pays        | Date             | Format                                     | Label                   | Réf.   |
| ----------- | ---------------- | ------------------------------------------ | ----------------------- | ------ |
| Divers      | 16 novembre 2019 | - Téléchargement - streaming               | - Erskine - Columbia    | [ 85 ] |
| Australie   | 15 mai 2020      | Diffusion radio (contemporary hit radio)   | - Columbia - Sony Music | [ 86 ] |
| États-Unis  | 18 mai 2020      | Diffusion radio (Hot/Modern/AC radio)      | Columbia                | [ 87 ] |
| États-Unis  | 19 mai 2020      | Diffusion radio (contemporary hit radio)   | Columbia                | [ 88 ] |
| Italie      | 22 mai 2020      | Diffusion radio (contemporary hit radio)   | Sony                    | [ 89 ] |
| Royaume-Uni | 29 mai 2020      | Diffusion radio (contemporary hit radio)   | Columbia                | [ 90 ] |
| Royaume-Uni | 6 juin 2020      | Diffusion radio (adult contemporary radio) | Columbia                | [ 91 ] |
| Divers      | 30 juillet 2020  | - Disque 45 tours - cassette               | - Erskine - Columbia    | [ 92 ] |